# Qādūs
Qādūs war ein maghrebinisches Volumenmaß (Hohlmaß).
- 1 Qādūs = 3 Mudd = 3,159 Liter

Mudd galt als das Maß des Propheten.